# Setellia apex
Setellia apex är en tvåvingeart som beskrevs av Friedrich Georg Hendel 1911. Setellia apex ingår i släktet Setellia och familjen Richardiidae.
Artens utbredningsområde är Costa Rica. Inga underarter finns listade i Catalogue of Life.